# Замок Мандерли
Замок Мандерли (англ. Manderley Castle, ирл. Caisleán Mhanderley), ранее Victoria Castle и Ayesha Castle — ирландский замок, построенный в викторианском стиле, расположенный в Киллини, Дублин, Ирландия. С зубчатых башен замка видна ирландская береговая линия до Уэльса. Замок окружен ухоженными садами общей площадью около 14 000 квадратных метров. Секретный туннель под садом когда-то вёл к пляжу, но сейчас он замурован.

## История
Victoria Castle был построен в 1840 году под руководством Роберта Воррена (англ. Robert Warren) в честь вступления на престол королевы Виктории.
Интерьер замка был уничтожен пожаром в 1928 году и великолепно восстановлен Томасом Пауэром (англ. Thomas Power). Он переименовал замок в Ayesha Castle в честь богини, которая поднялась из огня в романе Райдера Хаггарда «Она».
В 1995 году семья Элмер (англ. Aylmer) решила превратить замок в место паломничества туристов, и они преобразовали конюшни в апартаменты и комнату искусств. Также была основана конная галерея, где многие художники выставляли свои работы.
Ирландская певица Эния приобрела замок в 1997 году за 3,8 миллиона евро (как сообщается, она «перебила» цену Майкла Флэтли, который тоже хотел купить замок). Она назвала замок Manderley, потому что очень любила роман Дафны Дюморье «Ребекка» (Manderley — это выдуманный дом, занимающий центральное место в книге). Из-за серьёзных опасений по поводу своей безопасности, Эния хорошо укрепила систему безопасности замка. Она установила новые прочные входные ворота из дерева и подняла стену вокруг замка почти до трёх метров. Несмотря на это, в середине августа 2005 года были осуществлены две попытки проникновения в замок (причём Эния оба раза находилась в замке).